# Sturm im Mumintal
Sturm im Mumintal (Originaltitel: Farlig midsommar „Gefährlicher Mittsommer“) ist das fünfte der Mumin-Bücher der finnlandschwedischen Schriftstellerin Tove Jansson. Es erschien 1954.

## Handlung
Eine von einem Vulkanausbruch ausgelöste Flutwelle setzt das Mumintal unter Wasser. Die Mumins retten sich zuerst aufs Dach, dann in ein vorbeischwimmendes Gebäude. Sie wundern sich über das seltsame Haus: Es hat keine Küche und nur drei Wände, dafür einen großen Vorhang, einen sich drehenden Fußboden und Kammern voller Kleider. Nach einer Weile stellen sie fest, dass in dem Haus noch jemand wohnt: Die Theaterratte Emma, die Witwe des Bühnenmeisters Filifjonk, die ihnen erklärt, dass es sich um ein Theater handelt. Die Mumins haben von Theater noch nie gehört, sind aber fasziniert von der Idee, ein Theaterstück aufzuführen. Der Muminvater macht sich sofort ans Schreiben.
In der Zwischenzeit wurden Mumin und das Snorkfräulein von der Familie getrennt und wandern allein durch das Mumintal. Aus einer anderen Richtung reist der Schnupferich wieder ins Mumintal ein. Er trifft mit der kleinen Mü zusammen, die sich ebenfalls verirrt hat. Die beiden schleichen sich gemeinsam in den Park des Park-Wächters, eines Hemulen, der mit seinen vielen Verbotsschildern dem Schnupferich seit langem ein Dorn im Auge ist. Sie reißen die Schilder nieder und befreien vierundzwanzig Kinder aus der strengen Obhut des Park-Wächters und seiner Frau. Durch ein Missverständnis werden Mumin und das Snorkfräulein dafür verhaftet und kommen ins Gefängnis. Sie können sich mit einem Trick befreien und machen sich auf die Suche nach dem Theater. Mumin, das Snorkfräulein und der Schnupferich mit Mü und den Kindern kommen gerade rechtzeitig zur Premiere. Ihre Ankunft und Flucht vor der Polizei wird vom Publikum als Teil des Theaterstücks verstanden, und Realität und Theater vermischen sich.

## Figuren
Neben Mumin und seinen Eltern gehören in diesem Roman die Mümla, die kleine Mü und das Snorkfräulein zur erweiterten Muminfamilie. Auch der Schnupferich schließt sich ihnen gegen Ende des Buches wieder an. Zusätzlich nehmen die Mumins in diesem Buch zwei Personen vorübergehend in ihren Haushalt auf: die depressive Misa, ein Mädchen mit geringem Selbstbewusstsein, das dann aber seine Leidenschaft für tragische Rollen entdeckt, und einen jungen Homsa, der mit seiner gewissenhaften Art teilweise die Funktion des Snorks übernimmt, der in diesem Buch nicht vorkommt. Emma, die den Mumins das Theater nahebringt, vermittelt Kindern nebenbei auf humorvolle Weise die Grundbegriffe der Theaterwelt.

## Themen
Nachdem das vorherige Mumin-Buch, Muminvaters wildbewegte Jugend, eine Parodie auf Memoirenliteratur war, führte Tove Jansson die Parodien von Literaturgenres weiter: Diesmal widmete sie sich dem Theater und ließ ein als klassische Tragödie geplantes Stück aus dem Ruder laufen und zur Komödie werden. Jansson verarbeitete darin auch ihre eigenen Erfahrungen mit ihrem Theaterdebüt Mumintrollet och kometen, einer Bühnenfassung ihres Buches Komet im Mumintal. Humorvoll und eher an ein erwachsenes Publikum gerichtet beschreibt sie die Schwierigkeiten des Muminvaters bei seinem Schreibprozess. Er macht sich selbst seine Aufgabe besonders schwer, indem er versucht, das Stück in Hexametern zu verfassen – einem beliebten Versmaß in der finnlandschwedischen Dichtung. Das Buch ist der Theaterregisseurin Vivica Bandler gewidmet, die Jansson in allen Fragen des Theaters beriet und bei den ersten Mumin-Theaterstücken Regie führte.
Das vom Muminvater verfasste Stück bezieht sich auf William Shakespeares Ein Sommernachtstraum: Die verwechslungsreiche Handlung voller komplexer Verwandtschaftsbeziehungen und die Rolle des Löwen sind ebenso dem Stück entlehnt wie das Verschwimmen zwischen Tragödie und Komödie und das Eingreifen des Publikums. Auch der Originaltitel Farlig midsommar (Gefährlicher Mittsommer) spielte auf Ein Sommernachtstraum (im Original: A Midsummer Night’s Dream) an, was in der deutschen Übersetzung verlorengeht. Indem sie das Buch später selbst zum Theaterstück adaptierte, übernahm Jansson aus Shakespeares Sommernachtstraum auch das Motiv vom „Stück im Stück“. Der Titel von Muminvaters Theaterstück,  Die Löwenbräute oder Die Bande des Blutes, ist an die Ballade Löwenbraut von Adelbert von Chamisso angelehnt.
Während ihrer Arbeit an Sturm im Mumintal malte Tove Jansson ein Altargemälde für eine Kirche in Övermark in Österbotten. Ihre Auseinandersetzung mit biblischen Motiven floss in das Buch ein: So findet der Schnupferich die kleine Mü wie Moses in einem Körbchen im Schilf, Mumin kehrt als verlorener Sohn zurück, und das Theater bildet eine rettende Arche für die Lebewesen des Mumintals während einer großen Überschwemmung.

## Publikationsgeschichte
In Deutschland erschien das Buch 1955 als zweites Buch der Reihe nach Die Mumins. Eine drollige Gesellschaft in einer Übersetzung von Kurt und Vivica Bandler. Wie bei Die Mumins. Eine drollige Gesellschaft wurde die Übersetzung vom Verlag Benziger stark beeinflusst. Die Erzählung wurde auf diese Weise kindlicher, weniger autoritätskritisch und war von einem traditionelleren Familienbild geprägt. Das Ehepaar Bandler empfand die Eingriffe als so verfälschend, dass sie die Zusammenarbeit mit dem Verlag nach dem folgenden Buch, Komet im Mumintal, beendeten. 1962 erschien eine neue, originalgetreuere Übersetzung.
1990 erschien eine weitere Neuauflage im Arena Verlag; dort erschien auch 2002 die neue Übersetzung von Birgitta Kicherer.
2007 erschien im Verlag Sauerländer eine Hörbuchfassung, gelesen von Dirk Bach.

## Adaptionen
Sturm im Mumintal ist neben Komet im Mumintal eins der am häufigsten adaptierten Mumin-Bücher. Elemente der Geschichte flossen auch in die von Tove Jansson verfasste Muminoper ein, die aber keine getreue Adaption des Buches ist.

### Theater
Tove Jansson und Vivica Bandler verarbeiteten Sturm im Mumintal zu einem Theaterstück mit dem Titel Troll i kulisserna (Troll in den Kulissen). Es wurde unter Vivica Bandlers Regie Ende 1958 im Lilla Teatern in Helsinki uraufgeführt. Tove Jansson gestaltete das Bühnenbild und die Kostüme. Erna Tauro komponierte für spätere Aufführungen des Stücks ab 1960 mehrere Lieder zu Texten von Tove Jansson. Der vor allem in den 1970er und 80er Jahren erfolgreiche finnische Schauspieler Lasse Pöysti spielte die Rolle des Mumin.

### Film und Fernsehen
Das Puppenspiel Die Muminfamilie – Sturm im Mumintal, inszeniert von der Augsburger Puppenkiste als Fortsetzung von Die Muminfamilie, wurde erstmals 1960 ausgestrahlt. Darin führen die Mumins kein eigenes Theaterstück, sondern das Märchen Rotkäppchen auf.
Teile der Handlung flossen in Tove Janssons Drehbuch für das Fernsehspiel Mumintrollen ein, das 1969 im schwedischen Fernsehen ausgestrahlt wurde.
Sturm im Mumintal diente als Vorlage für die 13. bis 16. Folge der polnisch-österreichischen Stop-Motion-Serie Die Mumins. Auf dieser Serie basiert der Kinofilm Verrückte Sommertage im Mumintal von Maria Lindberg aus dem Jahr 2008.
In der japanischen Animations-Serie Mumins basieren die 28. bis 30. Folge auf dem Buch.

### Hörspiel
Eine Hörspielbearbeitung von H. G. Francis unter der Regie von Heikedine Körting erschien beim Label Europa.